# Rejdová
Rejdová (allemand : Neuhaus bei Grenzburg, est un village de Slovaquie situé dans la région de Košice.

## Histoire
Première mention écrite du village en 1551.

## Démographie

### Évolution de la population
| Année:               | 1994. | 2004.    | 2014.   | 2024.   |
| -------------------- | ----- | -------- | ------- | ------- |
| Nombre de personnes: | 647   | 719      | 776     | 721     |
| Différence:          |       | +11,12 % | +7,92 % | -7,08 % |

| Année:               | 2023. | 2024.   |
| -------------------- | ----- | ------- |
| Nombre de personnes: | 723   | 721     |
| Différence:          |       | -0,27 % |